# Víctor Alba
 (juillet 2025).
Si vous disposez d'ouvrages ou d'articles de référence ou si vous connaissez des sites web de qualité traitant du thème abordé ici, merci de compléter l'article en donnant les références utiles à sa vérifiabilité et en les liant à la section « Notes et références ».
Pour les articles homonymes, voir Alba.
Œuvres principales
- Histoire du POUM

Víctor Alba, né Pere Pagès i Elies à Barcelone (Espagne) en 1916 et décédé à Sant Pere de Ribes (Espagne) le 10 mars 2003, est un journaliste, écrivain, historien, professeur d'université et militant communiste antistalinien.

## Biographie
Dans sa jeunesse, Víctor Alba étudie le droit à l'université de Barcelone. Il s'initie très tôt au journalisme politique. Il s'affilie d'abord au Bloc ouvrier et paysan (Bloque Obrero y Campesino, BOC), puis au Parti ouvrier d'unification marxiste (POUM) dans lequel ce parti fusionne.
Pendant la Guerre civile espagnole, Víctor Alba dirige le journal La Batalla, organe du POUM. À cette époque, il fait connaissance avec George Orwell. Après les Journées de mai 1937 à Barcelone (affrontements entre anarchistes et poumistes d'un côté contre staliniens de l'autre) auxquelles il participe barricadé au théâtre Poliorama, Alba est arrêté avec le reste de la direction du POUM avant d'être remis en liberté.
À la fin de la guerre, Víctor Alba est incarcéré par les franquistes pendant six ans, à Alicante puis à la prison Modelo de Barcelone. C'est durant son séjour en prison qu'il écrit un roman dont le protagoniste se nomme "Víctor Alba". C'est de là qu'il adopte ce nom comme pseudonyme.
Lorsqu'il sort de prison, Alba s'exile en France où il travaille avec Albert Camus à Combat. Il traduit le Canto espiritual de Joan Maragall en français. En 1947, il part pour le Mexique où il travaille pour divers journaux. C'est au Mexique qu'il commence une prolifique carrière d'écrivain en langue espagnole, française, catalane et anglaise. Il est directeur au Mexique du Centro de Estudios y Documentación Sociales. 
À partir de 1957, il vit également aux États-Unis. Il travaille dans divers organismes internationaux et devient professeur de science politique à l'Université du Kansas puis à la Kent State University en Ohio. Dans les années 1950, il quitte le POUM.
À partir de 1968, Víctor Alba retourne régulièrement en Catalogne où il s'établit définitivement en 1970 tout en continuant à donner des cours à la Kent State University jusqu'à sa retraite en 1974. Son retour est compliqué car le Parti socialiste unifié de Catalogne (PSUC), issu du stalinisme, principal organisme de l'opposition antifranquiste dans la région, l'accuse de façon calomnieuse d'être un agent de la CIA.
En 1975, les éditions Champ libre publient en français son Histoire du POUM. En 1976, Alba publie 1936-1976. Historia de la II República Española, une uchronie relatant ce qu'aurait pu être l'histoire de la seconde République espagnole sans le coup d'État de Franco en 1936.
En 1990, Víctor Alba publie ses Mémoires (Sisif i el seu temps).

## Œuvre
Víctor Alba a publié une centaine d'ouvrages dans divers genres (essai, roman, histoire).

### En français
- Insomnie espagnole, préface de Jean Cassou, Paris, Société des éd. Franc-tireur, 1946.
- Histoire des républiques espagnoles, traduit par Louis Parrot, épilogue de Mario Aguilar, Vincennes, Nord-Sud, 1948.
- Le mouvement ouvrier en Amérique latine, Paris, Éditions ouvrières, 1953.
- Mexique, Lausanne, Éditions Rencontre, 1963 ; Reed. Cercle du Bibliophile, 1964.
- Histoire du POUM, traduit du manuscrit espagnol par Noémie Pagés, Paris, Champ libre, 1975; rééd. Ivrea.
- En finir avec les patrons. Les collectivisations de 1936 en Espagne, traduit par Clément Magnier, préface de Óscar Freán Hernández, Toulouse, Smolny, 2024; voir notice en ligne.

### En espagnol, anglais et catalan
- Els supervivents. Ed. Catalonia. México, DF, 1950; rééd. 1996. Roman sur l'après-guerre à Barcelone.
- Historia del comunismo en América Latina. Ed. Occidentales. México DF, 1953.
- The Latin Americans. Praeger, Nueva York, 1969
- Retorn a Catalunya. Portic, Barcelona, 1970.
- Catalunya sense cap ni peus. Portic, Barcelona, 1971.
- Homo sapiens catalanibus. Portic, Barcelona, 1974
- USA, centre de la revolució mundial. Portic, Barcelona, 1974.
- Catalonia. A Profile. Praeger, Nueva York, 1975
- El pájaro africano. Planeta, Barcelona, 1975. Roman finaliste du Prix Planeta en 1975.
- El marxisme a Catalunya. 1919-1939. I-Historia del BOC. II-Historia del POUM. III-Andreu Nin. IV-Joaquim Maurín, Pòrtic, Barcelona, 1974-1975.
- 1936-1976. Historia de la II República Española. Planeta, Barcelona, 1976. Relato de historia alternativa en una España sin golpe de estado en 1936.
- Els problemes del moviment obrer de Catalunya. Portic, Barcelona, 1976.
- El Frente Popular. Planeta, Barcelona, 1976.
- La alianza obrera. Ed. Jucar, 1978.
- Historia de la resistencia antifranquista, 1939-1955. Planeta, Barcelona, 1978.
- El Partido comunista en España, 1978.
- Todos somos herederos de Franco. Planeta, Barcelona, 1979
- Sísif i el seu temps. I Costa avall. Laertes, Barcelona, 1990
- Sísif i el seu temps. II Costa amunt. Laertes, Barcelona, 1990.
- Historia social de la vejez. Laertes, Barcelona, 1992
- Ciudades sin inaugurar. Laertes, Barcelona, 1993
- Sísifo y su tiempo. Laertes. Barcelona, 1996. Mémoires.
- Los colectivizadores[2]. Laertes. Barcelona 2001.